# Moḩammadābād (ort i Kerman, lat 28,59, long 59,16)
Moḩammadābād (persiska: محمّد آباد, Moḩammadābād-e Rūd Shūr) är en ort i Iran.   Den ligger i provinsen Kerman, i den sydöstra delen av landet, 1 100 km sydost om huvudstaden Teheran. Moḩammadābād ligger 582 meter över havet och antalet invånare är 479.
Terrängen runt Moḩammadābād är platt.Runt Moḩammadābād är det mycket glesbefolkat, med 7 invånare per kvadratkilometer. Närmaste större samhälle är Bambūyān, 14,7 km väster om Moḩammadābād. Trakten runt Moḩammadābād är ofruktbar med lite eller ingen växtlighet.